# فيضانات إسلام أباد 2021
فيضانات إسلام أباد 2021 في 28 يوليو 2021 بدأت أمطار غزيرة بعد أن تسبب انفجار السحب في إسلام أباد في حدوث فيضانات في أجزاء كثيرة من العاصمة الفيدرالية وقتل شخصين. جرفت الفيضانات عدة سيارات ودخلت المياه قبو المنازل والساحات في القطاعات E-11 وF-10 و D-12. تم تسجيل 116 ملم من الأمطار في محطة الأرصاد الجوية الشخصية في E-11/4 إسلام أباد.